# Zespół widzenia mimo ślepoty
Zespół widzenia mimo ślepoty, inaczej ślepowidzenie – niespójność doświadczeń percepcyjnych polegająca na tym, że pacjent nieświadomie spostrzega bodziec, rozpoznaje jego cechy i może werbalnie go opisać, z jednoczesnym przekonaniem, że nic nie widzi.

## Charakterystyka
Widzenie mimo ślepoty występuje u osób z rozległymi uszkodzeniami pola prążkowego (V1), co prowadzi do znacznych ubytków w polu widzenia, a to przejawia się ślepotą funkcjonalną. Pacjenci nie zdają sobie jednak sprawy, że są w stanie zobaczyć np. błyski świetlne, odróżnić proste kształty, zidentyfikować kolory, określić, czy obiekt porusza się i w którym kierunku oraz z jaką szybkością, a także rozpoznać emocjonalny wyraz twarzy – twierdzą, że zgadują nawet przy 100% poprawnych rozpoznań.

## Patogeneza
Zaburzenia w zespole widzenia mimo ślepoty występują prawdopodobnie z powodu istnienia odrębnych systemów mózgowych regulujących nieświadomy i świadomy odbiór bodźców wzrokowych. System nieświadomy obejmuje połączenia podkorowe przebiegające poza korą prążkowaną. Uszkodzenie kory prążkowanej uniemożliwia więc świadome przetwarzanie informacji wzrokowych, natomiast nieświadome widzenie nie zostaje zaburzone i dlatego pacjent może odbierać bodźce wzrokowe w sposób przez niego nieuświadamiany.